# Steffen Kopetzky

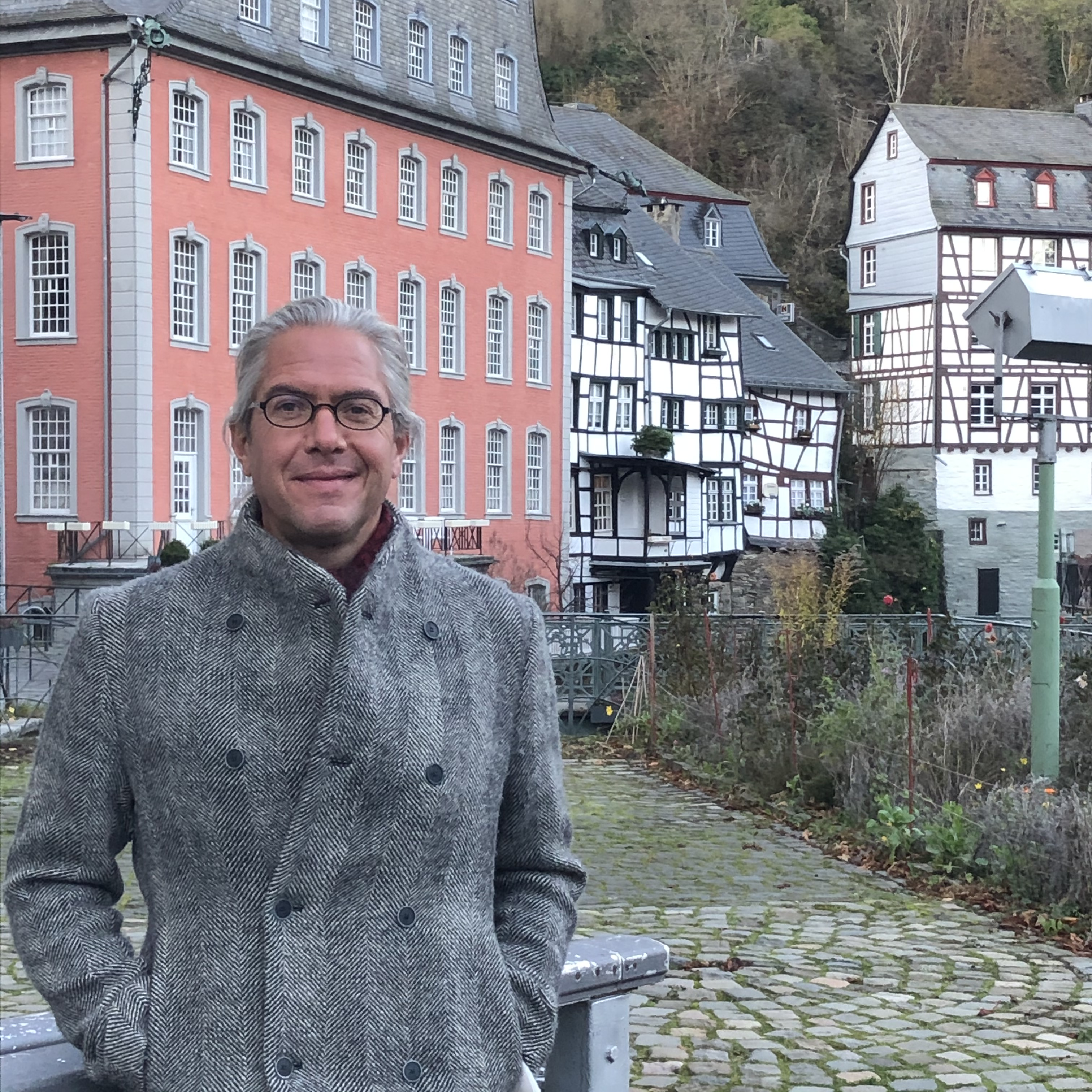
Steffen Kopetzky (2020)

Steffen Kopetzky (* 26. Januar 1971 in Pfaffenhofen an der Ilm) ist ein deutscher Schriftsteller.

## Leben und Werk
Steffen Kopetzky studierte Philosophie und Romanistik in München, Paris und Berlin. Er verfasst Romane, Hörspiele, Radio-Features und Theaterstücke. Er war Mitglied im PEN-Zentrum Deutschland und ist Mitgründer des PEN Berlin.
Ab 1993 lebte er als freier Schriftsteller in Berlin, bevor er in seinen Geburtsort Pfaffenhofen an der Ilm zurückkehrte. Von 2002 bis 2008 war er künstlerischer Leiter der Bonner Biennale, die bis 2008 alle zwei Jahre stattfand. Er ist verheiratet mit der Presseagentin Dorle Kopetzky und hat zwei Kinder.
2007 gründete Kopetzky mit seinem Schulfreund, dem Maler und Leipziger Kunst-Professor Christoph Ruckhäberle, den Neuen Pfaffenhofener Kunstverein und war bis Januar 2023 1. Vorsitzender des gemeinnützigen Vereins, der Kunst und Literatur fördert und die Kunsthalle in Pfaffenhofen betreibt.

### Kommunalpolitisches Engagement
Von 2008 bis 2020 war Kopetzky ehrenamtlich in der Kommunalpolitik engagiert. Bei den bayerischen Kommunalwahlen 2008 und 2014 wurde er als Parteiloser jeweils auf der Liste der SPD in den Pfaffenhofener Stadtrat gewählt und war dort bis Anfang 2020 als Referent für Kultur tätig.

## Veröffentlichungen

### Einzeltitel
- Eine uneigentliche Reise. Handenzyklopädie der Grundprobleme Europas am Ende des 20. Jahrhunderts. Roman. Verlag Volk & Welt, Berlin 1997, ISBN 3-353-01087-4.
- Einbruch und Wahn. Roman. Verlag Volk & Welt, Berlin 1998, ISBN 3-353-01121-8.
- Zuverlässiger Bericht über die Schlaflosigkeit. Baldreit Edition, Baden-Baden 1999, ISBN 3-9806836-4-8.
- Grand Tour oder Die Nacht der Großen Complication. Roman. Eichborn Verlag, Frankfurt/M. 2002, ISBN 3-8218-0897-7.
- Lost/Found. Erzählungen. btb-Verlag, München 2005, ISBN 978-3-442-75139-6.
- Marokko. Tagebuch einer Reise. btb-Verlag, München 2006, ISBN 978-3-442-73415-3.
- Der letzte Dieb. Roman. Luchterhand, München 2008, ISBN 978-3-630-87274-2.
- Risiko. Roman. Klett-Cotta, Stuttgart 2015, ISBN 978-3-608-93991-0.
- Max Freiherr von Oppenheim: Denkschrift betreffend die Revolutionierung der islamischen Gebiete unserer Feinde. Denkschrift. Verlag Das kulturelle Gedächtnis, 2018, ISBN 978-3-946990-20-8.
- Propaganda. Roman. Rowohlt Berlin, Berlin 2019, ISBN 978-3-7371-0064-9.
- Monschau. Roman. Rowohlt Berlin, Berlin 2021, ISBN 978-3-7371-0112-7.
- Damenopfer. Roman. Rowohlt Berlin, Berlin 2023, ISBN 978-3-7371-0151-6.
- Larissa Reissner. 1924. Eine Reise durch die deutsche Republik. Rowohlt Berlin, Berlin 2024 (Herausgeber und Vorwort) ISBN 978-3-7371-0199-8.
- Atom. Roman. Rowohlt Berlin, Berlin 2025, ISBN 978-3-7371-0152-3.

### Hörspiel
- Die Entdeckung der Pyramiden. Regie: Ulrich Simontowitz; Kunstkopf-Hörspiel, SFB 1995.[12]
- Rauch Schlaf Zufall. Regie: Oliver Sturm; SWR 1999.
- Ohrenbär, Sieben Träume von Annabelle, gelesen von Ulrich Matthes; SFB/RBB.[13]
- Zeuge stirb. Regie: Klaus Buhlert; mit Manfred Zapatka, RBB/NDR 2004.
- Die Nacht im ewigen Licht. Regie: Susanne Krings; WDR-Hörspiel in vier Teilen, 2020; mit u. a. Harald Krassnitzer Slavko Popadic, Ricarda Seifried, PeterLicht, Denis Moschitto, Jona Mues[14]

### Bearbeitung
- Textvorlage für die Oper Königin Ök von Klaus Lang. Erstaufführung 2000, Bundeskunsthalle Bonn, mit u. a. Hannes Hellmann[15]
- Samiel Monolog (Blankverse) für Carl Maria von Webers Der Freischütz.[16] Romantische Oper in drei Aufzügen. Erstaufführung mit der Capella Coloniensis 2001; Philharmonie Köln, Dirigent Bruno Weil, mit u. a. Markus John, Christoph Prégardien, Kölner Rundfunkchor, Georg Zeppenfeld, Christian Gerhaher.[17]

### Übersetzung
- Fully Committed/Völlig ausgebucht von Becky Mode, deutsche Übersetzung und Bearbeitung von Steffen Kopetzky.[18][19] Deutsche Erstaufführung, Bar jeder Vernunft, 8. Mai 2003; Regie: Wolfgang Kolneder,[20] mit Dieter Landuris.

## Auszeichnungen
- 1996: Kurt-Magnus-Preis
- 1997: Preis des Landes Kärnten beim Ingeborg-Bachmann-Wettbewerb,
- 1997: Kulturförderpreis der Stadt Pfaffenhofen a. d. Ilm[21]
- 1999: Else-Lasker-Schüler-Dramatikerpreis
- 2000: Caroline-Schlegel-Preis (Förderpreis Journalistik/Feuilleton)
- 2001: Baldreit-Stipendium der Stadt Baden-Baden
- 2012: Literaturstipendium des Freistaats Bayern
- 2024: Literaturpreis der Stahlstiftung Eisenhüttenstadt[22]

## Trivia
In Kopetzkys Roman Der letzte Dieb (2008), der in einer Zeit spielt, als Modems sich noch mit einer Melodie anmeldeten und dann rauschten, gehört auch eine „Wikipediastin“ zu den handelnden Personen. Die Wildbiologin Grit schreibt über Waschbären und deren exotische Herkunft ihren ersten Wikipedia-Artikel. Sie hofft nämlich „eines Tages ein vollwertiges Mitglied des faszinierendsten Gemeinschaftsprojekts zu sein, von dem Grit, die stolze Forscherin, je gehört hatte.“